# Graziadio Ascoli

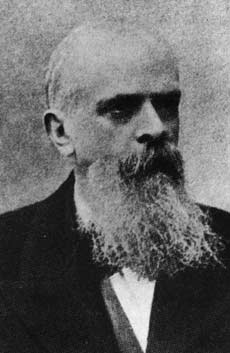
Graziadio Isaia Ascoli

Graziadio Isaia Ascoli, född 16 juli 1829 i Gorizia, död 21 januari 1907 i Milano, var en italiensk språkforskare.
Ascoli författade som sextonårig autodidakt en god avhandling om släktskapen mellan Friulidialekten och valakiskan samt vann redan vid 25 års ålder med sina Studj orientali e linguistici (två band, 1854-55) ett berömt namn. Åren 1860-1902 var han professor i jämförande språkforskning i Milano. År 1889 utnämndes han till senator.
Ascoli var en av de första, som tillämpade den nyare fonetikens resultat på den historiska språkforskningen, i Studj critici (I, 1861, II, 1877), en samling uppsatser i jämförande språkforskning och italiensk dialektologi. Till den rätta uppfattningen av ljudlagarna gav han bidrag i sina Lettere glottologiche (1881–86). Han bevisade, mot Paul Meyer, möjligheten av en rationell dialektgruppering i sina Schizzi francoprovenzali (i det av honom utgivna "Archivio glottologico" II, III). 
I frågan om litteraturspråkets förhållande till dialekterna gjorde han viktiga inlägg (i "Archivio glottologico", I och VIII), vilka blev av stor praktisk betydelse för hans eget litterära modersmål. Däremot kan hans bidrag till lösningen av problemet om språkens ursprungliga enhet genom hans försök att sammanföra de semitiska och indoeuropeiska språken (i Nesso ario-semitico) knappast betraktas såsom lyckat. 
Ascolis verksamhet mycket omfattande på speciella språkområden. I yngre år ägnade han sig främst åt sanskrit och jämförande språkforskning. Sedermera vände han sig huvudsakligen till de romanska språken. Med sin avhandling om de rätoromanska dialekterna ("Archivio glottologico", I) lade han grunden till italiensk dialektforskning. Han skrev en sammanfattande uppsats om de italienska dialekterna, bestämde och beskrev en ny dialektgrupp, den frankoprovensalska, i västra Schweiz, östra Centralfrankrike och nordvästra Italien ("Archivio glottologico", III).
Ascolis försök att uppvisa de keltiska språkens inflytande på de nuvarande språken i de en gång keltiska länderna Gallien och Norditalien förde honom till omfattande keltologiska arbeten, vilka resulterade i utgivandet av viktiga forniriska texter, med kommentar, översättning och glossar (allt i "Archivio glottologico", 1878ff). Han skrev även ett verk om romerna (1865) och behandlade Iscrizioni greche, latine, ebraiche di antichi sepolcri giudaici del Napolitano (1878). År 1895 kallades han till ledamot av Vetenskaps- och vitterhetssamhället i Göteborg.